# Zhe-Xi Luo
Zhe-Xi Luo (chiń. 骆泽喜; pinyin Luò Zéxǐ; ur. 1958 w Chinach) – amerykański paleontolog pochodzenia chińskiego, specjalizujący się w paleontologii kręgowców, ich ewolucji i morfologii oraz systematyce.

## Życiorys
W 1982 przyjechał do Stanów Zjednoczonych jako jeden z pierwszych chińskich studentów. Zgodnie z chińsko-amerykańską umową studenci po ukończeniu studiów mieli powrócić do ojczyzny, jednak po masakrze na placu Tian’anmen w 1989 prezydent USA George H.W. Bush zgodził się, by około 80 tysięcy chińskich studentów pozostało w Stanach Zjednoczonych. W grupie tej znaleźli się Zhe-Xi Luo oraz jego żona. W 1983 poznał Zofię Kielan-Jaworowską, polską paleontolog, we współpracy z którą wydał później wiele książek i naukowych publikacji. Kilkakrotnie przyjeżdżał do Polski.
W 1989 uzyskał stopień Ph.D. w University of California w Berkeley, a dwa lata później tytuł postdoctoral fellow w Harvard University. Badał ewolucję słuchu u prehistorycznych waleni oraz pochodzenie ssaków. Jest także autorem wielu naukowych opisów zwierząt, przede wszystkim mezozoicznych ssaków. Niektóre z opisanych przez niego taksonów to:
- Jeholodens (1999)
- Fruitafossor (2005)
- Yanoconodon (2007)

## Wybrane publikacje
- Z.-X. Luo. Transformation and diversification in early mammal evolution. „Nature”. 450, s. 1011–1019, 2007.
- Z.-X. Luo, Q. Ji, C.-X. Yuan. Convergent dental adaptations in pseudo-tribosphenic and tribosphenic mammals. „Nature”. 450, s. 93–97, 2007.
- Z.-X. Luo, P.-J. Chen, G. Li, M. Chen. A new eutriconodont mammal and evolutionary development of early mammals. „Nature”. 446, s. 288–293, 2007.
- Q. Ji, Z.-X. Luo, C.-X. Yuan, A. R. Tabrum. A swimming mammaliaform from the Middle Jurassic and ecomorphological diversification of early mammals. „Science”. 311, s. 1123–1127, 2006.
- G. Li, Z.-X. Luo. A Cretaceous symmetrodont therian with some monotreme-like postcranial features. „Nature”. 439, s. 195–200, 2006.
- Zhe-Xi Luo, John R. Wible. A Late Jurassic Digging Mammal and Early Mammal Diversification. „Science”. 308, s. 103–107, 2005. (ang.).
- Zofia Kielan-Jaworowska, Richard L. Cifelli, Zhe-Xi Luo: Mammals from the Age of Dinosaurs - Origins, Evolution, and Structure. New York: Columbia University Press, 2004, s. 1–630.
- Z.-X. Luo, Q. Ji, J. R. Wible, C-X. Yuan. An Early Cretaceous Tribosphenic mammal and metatherian evolution. „Science”. 302, s. 1934–1940, 2003.
- Z.-X. Luo, Z. Kielan-Jaworowska, R. L. Cifelli. In Quest for A Phylogeny of Mesozoic Mammals. „Acta Palaeontologica Polonica”. 47 (1), s. 1–78, 2002.
- Q. Ji i inni, The earliest known eutherian mammal, „Nature”, 416, 2002, s. 816–822.
- Z.-X. Luo, A. W. Crompton, A-L. Sun. A new mammaliaform from the Early Jurassic of China and evolution of mammalian characteristics. „Science”. 292, s. 1535–1540, 2001.
- Z.-X. Luo, R. C. Cifelli, Z. Kielan-Jaworowska. Dual evolution of tribosphenic mammals. „Nature”. 409, s. 53–57, 2001.